# Portree
Portree (gael. Port Rígh – port królewski) – największe miasto na wyspie Skye, na Hebrydach Wewnętrznych, w Szkocji.
Ośrodek rybołówstwa i turystyki. W mieście działa schronisko młodzieżowe. Znajduje się tutaj jedyna szkoła drugiego stopnia na wyspie Portree High School.
Na wybrzeżu otoczonym klifami znajduje się port zaprojektowany przez Thomasa Telforda. Znajdujący się w pobliżu Royal Hotel jest historycznym miejscem ostatniego spotkania Flory MacDonald i księcia Karola Edwarda Stuarta w 1746 roku.